# Palpelius fuscoannulatus
Palpelius fuscoannulatus är en spindelart som först beskrevs av Embrik Strand 1911.  Palpelius fuscoannulatus ingår i släktet Palpelius och familjen hoppspindlar. Inga underarter finns listade i Catalogue of Life.